# Alfred de Musset
Louis-Charles-Alfred de Musset (París, 11 de diciembre de 1810 - París 2 de mayo de 1857) fue un escritor y dramaturgo francés del romanticismo.

## Biografía
Miembro de una familia aristocrática, de patrimonio menguado. Empezó a estudiar a los nueve años en el colegio Enrique IV, donde obtendrá en 1827 el premio de disertación literaria en el concurso general. Gracias a Paul Foucher, cuñado de Victor Hugo, empieza a sus 17 años a frecuentar el «Cenáculo», así como el salón de Charles Nodier en la biblioteca del Arsenal. Fue depresivo, alcohólico, aficionado al opio y a las meretrices.
Después de ejercitarse con la medicina, el derecho, el dibujo, el inglés y el piano, fue uno de los primeros escritores en adoptar la estética romántica. A sus 20 años, su notoriedad literaria fue acompañada de una dudosa reputación, que alimenta además su faceta dandi. Y, de 1833 a 1835, sostiene un apasionado romance con la novelista George Sand. Fue bibliotecario del Ministerio del Interior durante la Monarquía de Julio, para ser luego destituido en 1848. Más tarde fue también bibliotecario del Ministerio de Instrucción Pública durante el Segundo Imperio. Recibió la legión de Honor el 24 de abril de 1845 al mismo tiempo que Balzac y fue elegido miembro de la Academia Francesa en 1852.
Como poeta publica sus Cuentos de España e Italia, aunque sus poemas más célebres son Rolla y las cuatro Noches (Noche de mayo, Noche de agosto, Noche de octubre y Noche de diciembre), recogidas ambas obras en el volumen Poesías nuevas. En el terreno lírico se le deben también los libros Los caprichos de Mariana, Las castañas del fuego, La copa y los labios, En qué sueñan las jóvenes y Namouna. También escribe algunas piezas dramáticas: El candelabro, Con el amor no se juega, De nada hay seguridad, Andrea del Sarto, Un capricho, Lorenzaccio, Fantasio, La noche veneciana, Barberina, Nunca se debe jurar nada, Louison, Carmosina, Bettina, No podría pensar en todo, Es preciso que una puerta esté abierta o cerrada, obras todas donde se advierten ecos de Marivaux, Marmontel y Beaumarchais, pero con todo con un sello de malicia, espontaneidad y gracia muy característico.
Se hizo célebre asimismo una novela suya de contenido en parte autobiográfico, La confesión de un hijo del siglo, dedicada a George Sand, de quien fue amante, y recopiló su narrativa breve en Poeta caído, Mimí Pinson e Historia del mirlo blanco. Se le atribuye también la autoría de la novela corta erótica Gamiani: dos noches de placer (1833). También mantuvo una relación la soprano Pauline García. Falleció de tuberculosis a una edad temprana.

## Obra
- 1824 • À ma mère.
- 1826 • À Mademoiselle Zoé le Douairin.
- 1828 • Un rêve, L'Anglais mangeur d'opium.
- 1829 • Premières poésies.
- 1830 • Contes d'Espagne et d'Italie, La quittance du diable.
- 1831 • La coupe et les lèvres, Namouna.
- 1832 • Spectacle dans un fauteuil, A quoi rêvent les jeunes filles.
- 1833 • Lorenzaccio, Les caprices de Marianne, Rolla, André del Sarto.

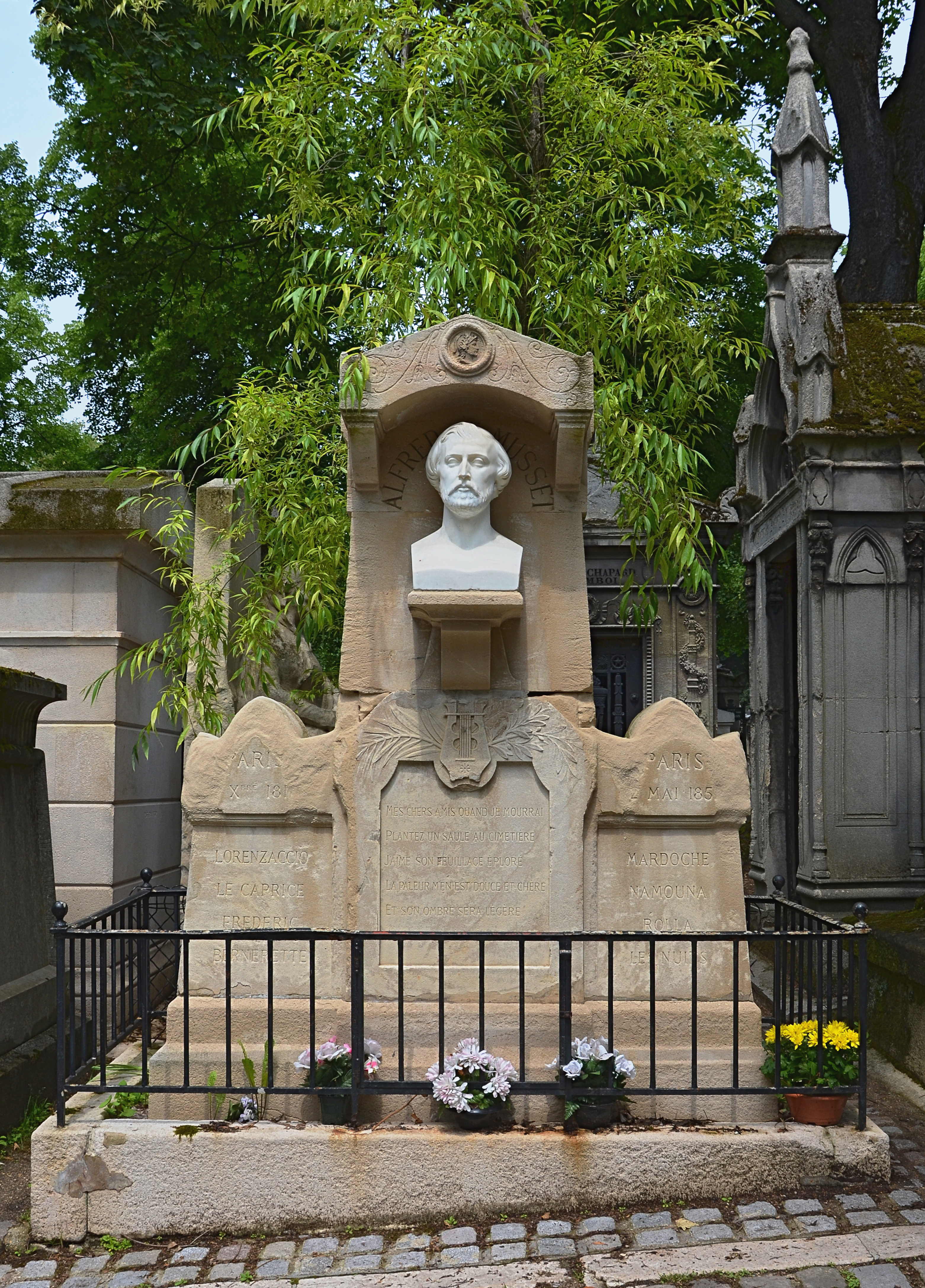
Tumba en Père Lachaise, obra del escultor Jean Auguste Barre.

- 1833 • Gamiani: dos noches de pasión.
- 1834 • Fantasio, On ne badine pas avec l'amour, Une nuit vénitienne, Perdican, Camille et Perdican.
- 1835 • La quenouille de Barberine, La nuit de mai, La nuit de Décembre, Le chandelier.
- 1836 • Il ne faut jurer de rien, Lettre à M. de Lamartine, Faire sans dire, La nuit d'août, La confession d'un enfant du siècle.
- 1837 • Un caprice, La nuit d'octobre, À la Malibran, Emmeline, Les deux maîtresses, Lettres a Dupuis et Cotonet.
- 1838 • Le fils du Titien, Fréderic et Bernerette, L'espoir en Dieu, Dupont et Durand, Margot.
- 1839 • Croisilles.
- 1840 • Tristesse, Une soirée perdue.
- 1841 • Souvenir.
- 1842 • Le voyage où il vous plaira, Sur le paresse, Histoire d'un merle blanc, Aprés une lecture.
- 1844 • Pierre et Camille, Le secret de Javotte, Les frères Van Bruck.
- 1845 • Il faut qu'une porte soit ouverte ou fermée, Mademoiselle Mimi Pinson.
- 1849 • Louison, L'Habit vert, On ne saurait penser à tout.
- 1850 • Poésies nouvelles, Carmosine.
- 1851 • Bettine, Faustine.
- 1853 • La mouche.
- 1854 • Contes.

## Legado
Su drama La coupe et les lèvres fue la base de la ópera de Giacomo Puccini titulada Edgar (1889).